# Takeo Wakabayashi
Takeo Wakabayashi (若林 竹雄, Wakabayashi Takeo, né le 29 août 1907) est un footballeur japonais.